# Арман Гийомен
Жан-Батист Арман Гийомен, по-известен само като Арман Гийомен (на френски: Jean-Baptiste Armand Guillaumin, Armand Guillaumin), е френски художник и график. Считан е за представител основно на импресионизма, но в по-късното му творчество оказва влияние и фовизмът.

## Биография
Роден е на 16 януари 1841 година в Париж в семейство на работник, преселил се по-рано от Мулѐн. На 15 години започва да работи в пералнята на свой чичо, а от 1860 г. за френските железници. От 1868 гoдина работи нощни смени. През малкото си свободно време рисува, а през 1861 гoдина посещава „Академи Сюис“, където може да използва модели за рисуване. Тaм среща Пол Сезан и Камил Писаро и се сприятелява с тях. Участва в изложби на импресионистите. През 1891 гoдина печели значителна сума от лотария (100,000 франка), което облекчава финансовото му положение и му дава възможност да се посвети изцяло на изкуството. 
Умира на 26 юни 1927 г. в Орли.

## Галерия
- Сена, 1867
- Пейзаж, 1870
- Поглед към Сена, Париж, 1871, 126.4 × 181.3 cm., Хюстънски музей за изящно изкуство
- Залез в Иври (Soleil couchant à Ivry), 1873, 81 cm x 65 cm. Масло на платно. Музей Орсе
- Снежен пейзаж в Грозант
- Пейзаж с руини, 1897